# Sukow-Levitzow
Sukow-Levitzow település Németországban, Mecklenburg-Elő-Pomeránia tartományban. Lakosainak száma 491 fő (2023. december 31.).

## Népesség
A település népességének változása:
| Lakosok száma | 481  | 479  | 495  | 500  | 491  |
|               | 2017 | 2019 | 2021 | 2022 | 2023 |